# Johannes Fidelis Battaglia

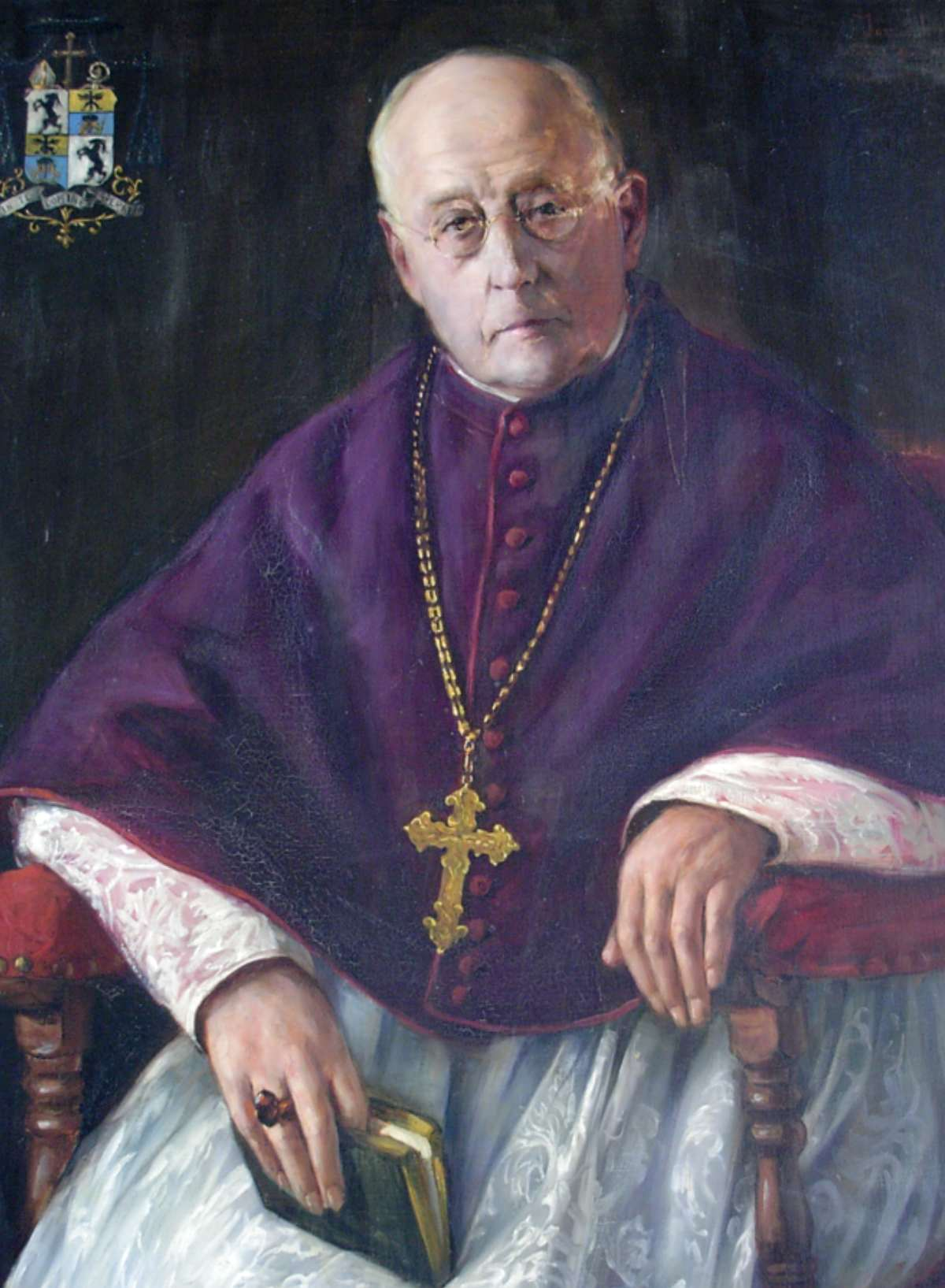
Johannes Fidelis Battaglia 1829–1913, Bischof von Chur (1889–1908)

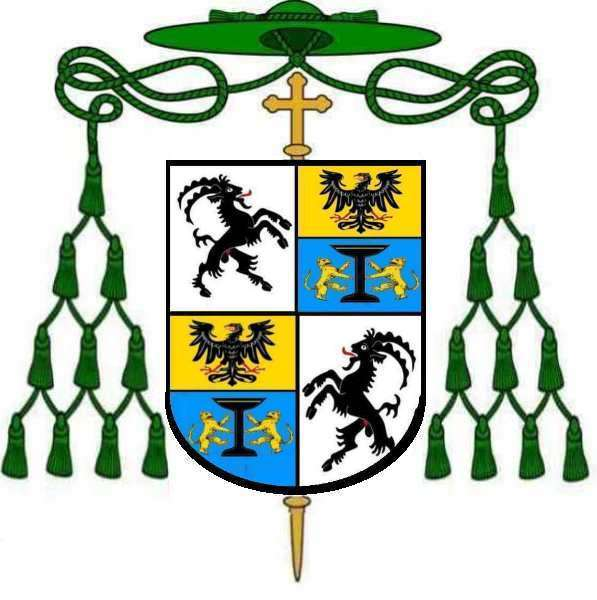
Wappen des Bischofs von Chur 1889–1908

Johannes Fidelis Battaglia (* 19. Februar 1829 in Parsonz; † 10. September 1913 in Zizers) war römisch-katholischer Bischof des Bistums Chur.

## Leben
Der Sohn des Landwirts Jakob Fidelis Battaglia und der Agnes Guetg wurde in eine Familie geboren, aus der mehrere Geistliche hervorgingen und die Mitglieder des Churer Domkapitels waren: Johann Anton Battaglia (1776–1802), Bartholomäus Battaglia (1814–1826), Johann Maria Battaglia (1827–1843) und Bartholomäus Anton Battaglia (1862–1868). Da seine Mutter früh verstarb, wurde er von einem geistlichen Onkel erzogen; dieser schickte ihn in die Knabenschule in Chur und anschließend in die Stiftsschule in Einsiedeln. Als Alumnus ging er 1850 zum Studium der Theologie an das Germanicum nach Rom. Dort empfing er am 2. Juni 1855 das Sakrament der Priesterweihe. 1857 unterrichtete er alte Sprachen an der Knabenschule in Chur und ab 1859 unterrichtete er 15 Jahre am Kollegium Maria Hilf in Schwyz. 1874 war er auf Bitten der Generaloberin Maria Theresia Scherer Spiritual am Mutterhaus der Barmherzigen Schwestern vom heiligen Kreuz (SCSC) in Ingenbohl. 1879 berief ihn Bischof Franz Konstantin Rampa ins Domkapitel von Chur.
Am 6. November 1888 wurde er zum Bischof von Chur gewählt. Papst Leo XIII. bestätigte diese Wahl am 14. Februar 1889. Die Bischofsweihe spendete ihm am 31. März 1889 in der Kathedrale Mariä Himmelfahrt in Chur der Bischof von St. Gallen, Augustin Egger; Mitkonsekratoren waren  Friedrich Fiala, der Bischof von Basel und Johann Nepomuk Zobl, der Weihbischof in Brixen für Feldkirch. Er ging auf Firmreise, visitierte Gemeinden, errichtete neue Pfarreien, unterstützte den Aufbau katholischer Verbände und war 1896 Mitbegründer der Christlichdemokratischen Volkspartei in Graubünden.
Am 5. Februar 1908 gab er seinen Rücktritt bekannt und resignierte auf das Bistum Chur. Papst Pius X. nahm am 12. Februar 1908 den Rücktritt an und ernannte ihn am 3. Juli 1909 zum Titularerzbischof pro hac vice von Cyzicus.
Er starb am 10. September 1913 im St. Johannes-Stift in Zizers an den Folgen eines Schlaganfalls und wurde am 13. September desselben Jahres im Friedhof neben der Kathedrale Mariä Himmelfahrt beigesetzt.